# Улрих III фон Гамертинген
Улрих III фон Гамертинген (на немски: Ulrich III Graf von Gammertingen; † ок. 1165) от благородничексия род фон Гамертинген, е граф на Гамертинген в днешен Баден-Вюртемберг.

## Произход
Той е син на Улрих II фон Гамертинген († 18 септември 1150, като монах в Цвифалтен), граф на Гамертинген (1116), граф на Ахалм (1134 и 1137), фогт на манастир Санкт Гален, и съпругата му принцеса Юдит фон Церинген († сл. 5 август 1144), дъщеря на херцог Бертхолд II фон Церинген († 1111) и принцеса Агнес фон Райнфелден († 1111), дъщеря на швабския херцог, геген-крал Рудолф фон Райнфелден (1025 – 1080). Внук е на граф Улрих I фон Гамертинген († 1110) и Аделхайд фон Дилинген († 1141 в Цвифалтен като монахиня). Брат е на Конрад I фон Гамертинген и Ахалм († пр. 1150), Аделхайд фон Гамертинген († сл. 1139), монахиня в Цвифалтен (1137/1139), и на Берта фон Гамертинген († сл. 1150), монахиня в Цвифалтен (1137/1139).

## Фамилия
Улрих III фон Гамертинген се жени за Аделхайд († 9 януари пр. 1150). Те имат две деца:
- син († 1165)
- Удилхилд фон Гамертинген († сл. 26 октомври 1191 в Отобойрен, като монахиня), омъжена за граф и маркграф Хайнрих I фон Ронсберг (* ок. 1140; † пр. 6 септември 1191)